# Ilha Fitzroy (Queensland)
A ilha Fitzroy (também chamada Koba ou Gaba) é uma ilha continental pertencente ao estado de Queensland, na Austrália. Tem 3,39 km2 de área. Fica a 29 km a sudeste da cidade de Cairns, Queensland, existindo ligação por ferry entre a cidade e a ilha. Tem clima tropical e é coberta por floresta, tendo também o seu sistema de recife de coral. A maior parte da ilha é parque nacional sob o nome de Parque Nacional Fitzroy Island. Dispõe de um farol.

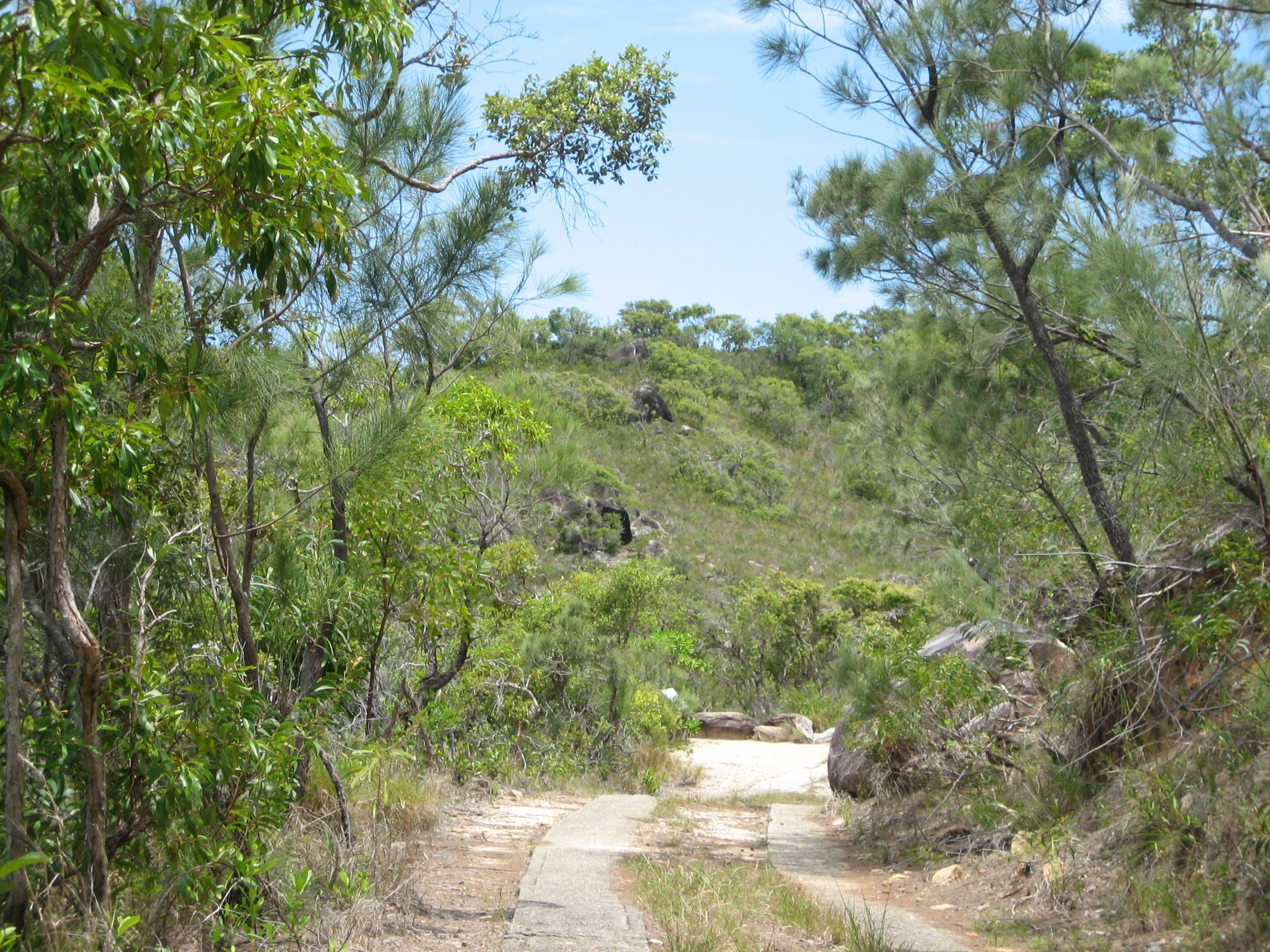
Paisagem da ilha Fitzroy